# Vykolejený čas
Vykolejený čas (1959, Time Out of Joint) je sci-fi román amerického spisovatele Philipa K. Dicka. Zkrácená verze románu vyšla na pokračování od prosince roku 1959 do února roku 1960 pod názvem Biography in Time v britském časopise New Worlds Science Fiction Název románu je odvozen od Hamletovy věty (1. dějství, výstup 5) Vymknuta ze svých kloubů doba šílí (Time Out of Joint).

## Obsah románu
Román se odehrává koncem padesátých let 20. století jednom americkém městečku. Válečný veterán Ragle Gumm si vydělává výhrami v prapodivné hádankové soutěži místních novin. Začíná si všímat podivností, které si nedokáže vysvětlit a které jej přesvědčí o tom, že v městečku není něco v pořádku. Vše totiž vypadá jakoby svět, ve kterém žije, sloužil jenom k tomu, aby jej oklamal.
Nakonec se rozhodne z městečka utéct, což se mu skutečně podaří. Tím se dostane do skutečného světa, do devadesátých let, ve kterých zuří občanská válka mezi Zemí a Měsícem. Uvědomí si, že jeho prací bylo odhadnout, kam povede příští raketový útok z Měsíce. Pak se rozhodl přeběhnout na stranu měsíčních kolonistů a tajně plánoval emigrovat na Měsíc. Byl zajat, jeho paměť byla smazána, a bylo pro něho vytvořeno falešné město. Zde díky hádankám v novinách mohl nadále pokračovat ve své práci pro pozemskou armádu.

## Česká vydání
- Vykolejený čas, Epocha, Praha 2004, přeložili Martin a Milena Poláčkovi.